# Rudolf Boman
Karl Elfin Rudolf Boman (i riksdagen kallad Boman i Kieryd), född 20 september 1895 i Vireda församling, död 27 april 1971 i Vireda, var en svensk godsägare och politiker (folkpartist).
Rudolf Boman, som kom från en lantbrukarfamilj, var ledamot av Jönköpings läns landsting 1938-1967 och var landstingsfullmäktiges ordförande 1959-1967. Han ingick i styrelsen för Alliansmissionen och var även aktiv i folkhögskole- och sparbanksrörelsen.
Han var riksdagsledamot för Jönköpings läns valkrets 1941-1965, fram till 1952 i andra kammaren och från 1953 i första kammaren. I riksdagen tjänstgjorde han bland annat i statsutskottet, åren 1945-1948 och 1953-1954 som suppleant och 1949-1952 samt 1955-1965 som ledamot. Han var främst engagerad i jordbruks-, infrastruktur- och skattepolitik men ägnade sig också åt religionsfrågor. Han skrev 73 egna motioner i riksdagen särskilt om jordbruk, vägar och skatter. Flera motioner avsåg religionsfrågor som andliga rådgivare vid ungdomsvårdsskolor samt stöd åt utbildningsverksamhet med religiös inriktning.
Föräldrar var Klas Oskar Edward Boman, född 1864 och Ida Kristina, född Larsdotter 1861. Han ingick äktenskap den 23 juni 1932.